# Julie Payette
Julie Payette, född 20 oktober 1963 i Montréal, är en kanadensisk astronaut som var Kanadas generalguvernör, den 29:e i ordningen, mellan 2017 och 2021. Hon var den fjärde kvinnan och sjätte franskspråkiga personen att inneha det vicekungliga ämbetet.

## Biografi
Payette har deltagit i två rymdfärder, STS-96 och STS-127, och har totalt tillbringat mer än 25 dagar i rymden. Hon har tjänstgjort som chefsastronaut för den Canadian Space Agency samt kapselkommunikatör vid Nasas Mission Control Center i Houston.
I juli 2013 utsågs Payette till chief opererating officer vid Montreal Science Center och i april 2014 utsågs hon till ledamot i styrelsen för Kanadas riksbank. Kanadas premiärminister Justin Trudeau föreslog henne till att efterträda David Johnston som generalguvernör under 2017. Payette avgick som generalguvernör 21 januari 2021 sedan en utredning fann att hon bidrog till en dålig arbetsmiljö för dem som arbetade i hennes närhet.
Payette har varit gift två gånger och har ett barn.

## Eftermäle
Asteroiden 14574 Payette är uppkallad efter henne.

## Rymdfärder
- Discovery - STS-96
- Endeavour - STS-127